# Lezioni di persiano
Lezioni di persiano (Persischstunden) è un film del 2020 diretto da Vadim Perelman, scritto da Ilya Zofin e ispirato al racconto del 2004 Erfindung einer Sprache (traducibile in Invenzione di una lingua) di Wolfgang Kohlhaase.

## Trama
1942. Nella Francia occupata dai nazisti Gilles, figlio di un rabbino di Anversa e desideroso di fuggire in Svizzera, viene arrestato con altri ebrei dalle SS. Gilles (che sa parlare francese e tedesco), riesce a scampare all'esecuzione immediata giurando ai soldati di essere persiano, non ebreo, usando come pretesto un libro in persiano ottenuto da un altro prigioniero in cambio di cibo; per pura coincidenza l'Hauptsturmfuhrer Klaus Koch (che organizza il cibo dei soldati e dei prigionieri), cerca urgentemente qualcuno che parli il persiano.
L'uomo viene portato da Koch e si presenta come Reza Joon, ingannandolo pronunciando le uniche parole che conosce in persiano, ovvero "madre" e "padre". Koch lavorava come cuoco in un grande ristorante e intende aprirne uno a Teheran al termine della guerra, quindi vuole imparare la lingua il più possibile nei due anni seguenti, non curandosi del fatto che Gilles dica di non sapere scrivere il persiano.
Gilles viene mandato in cucina e,  mentre lavora, inizia a inventare e memorizzare il vocabolario riguardo a tutte le parole correlate alla cucina e al cibo, oltre che a imparare il vocabolario di Koch. Quest'ultimo si occupa anche della contabilità dei prigionieri e del numero dei morti, venendo assistito in quest'ultimo compito dalla signorina Sstocking nonostante sia insoddisfatto dal suo lavoro.
La posizione privilegiata in cui Gilles è posto genera particolare invidia sia tra i prigionieri che tra gli ufficiali delle SS, specialmente al Rottenfuhrer Max Beyer, il quale sospetta che Gilles sia ebreo, non persiano. Dopo che l'uomo prende il posto della Sstocking come contabile, lei e Beyer progettano di lasciare scappare Gilles per ucciderlo con il pretesto di un tentativo di fuga; egli tuttavia, intuendo la trappola, torna al campo. Il lavoro di contabile si rivela subito utile, perché Gilles si ispira ai nomi dei detenuti che trascrive per inventare i nuovi vocaboli che utilizza durante le lezioni di lingua a Koch.
Un giorno Gilles usa per errore una parola già utilizzata in precedenza per un altro termine, quindi Koch lo accusa di averlo imbrogliato e, dopo averlo picchiato brutalmente, lo assegna a lavorare nella cava sotto il violento controllo di Beyer. Gilles riesce a continuare a mentire perché, anche nel delirio che segue il collasso fisico sul lavoro, continua a inventare parole in persiano. Koch pertanto accetta di riprenderlo, arrivando a scusarsi per l'accaduto; dal momento che i prigionieri devono essere trasferiti in un campo in Polonia, manda Gilles per alcuni giorni a lavorare in una fattoria.
Pur non potendo confidarsi con i suoi compagni di reclusione, Gilles aiuta i nuovi arrivati il più possibile. Quando giunge nel campo un prigioniero di guerra britannico di origini persiane che potrebbe rappresentare un pericolo per la sua menzogna, un prigioniero italiano lo uccide per sdebitarsi con Gilles, che aveva aiutato suo fratello; l'italiano viene poi ucciso da un furioso Beyer, che voleva far parlare il persiano con Gilles per smascherare la sua farsa. Dopo questo evento, Gilles tenta di andare con gli altri prigionieri in un campo di sterminio nella deportazione successiva, ma Koch glielo impedisce.
Con l'avvicinarsi degli Alleati, le SS uccidono i detenuti rimasti nel campo e bruciano tutti i documenti incriminanti. Koch diserta e lascia il campo con Gilles, separandosi da lui nella foresta e raggiungendo un piccolo aeroporto lì vicino; cerca di fingersi belga fuggendo a Teheran, ma viene scoperto e arrestato dalle autorità quando cerca di parlare nel persiano inventato appreso per anni da Gilles. Quest'ultimo nel frattempo raggiunge a piedi un campo di transito alleato e risulta essere uno dei pochi prigionieri sopravvissuti, in grado di fornire testimonianza dei delitti commessi dai tedeschi. L'uomo si rivela una preziosa testimonianza per gli Alleati poiché, lavorando all'anagrafe e per Koch, ha memorizzato in totale 2 840 nomi dalle liste dei prigionieri per la sua lingua inventata, e così facendo impedisce che quelle persone finiscano dimenticate per sempre.